# Karlstad centralstation
Karlstad centralstation – stacja kolejowa w Karlstad, w regionie Värmland, w Szwecji. Stacja została zaprojektowana przez Hjalmara Kumliena i została otwarta w 1869 na linii Värmlandsbanan.